# Округ Џексон (Мисури)
Округ Џексон (енгл. Jackson County) је округ у америчкој савезној држави Мисури.

## Демографија
По попису из 2010. године број становника је 674.158, што је 19.278 (2,9%) становника више него 2000. године.
| Група             | 2000.           | 2010.           |
| Белци             | 443.427 (67,7%) | 426.574 (63,3%) |
| Афроамериканци    | 152.391 (23,3%) | 161.367 (23,9%) |
| Азијати           | 8.412 (1,3%)    | 10.755 (1,6%)   |
| Хиспаноамериканци | 35.160 (5,4%)   | 56.434 (8,4%)   |
| Укупно            | 654.880         | 674.158         |